# СВБР
Свинцово-висмутовые быстрые реакторы — проекты энергетических ядерных реакторов малой мощности на быстрых нейтронах с жидкометаллическим (свинцово-висмутовым) теплоносителем.
Россия обладает уникальным опытом создания и эксплуатации реакторных установок со свинцово-висмутовым теплоносителем для АПЛ: было построено 13 реакторов, в том числе три стендовых и десять установленных на подводные лодки. 
В настоящее время в России разрабатываются реакторные установки малой мощности типа СВБР для создания атомных энергоисточников в диапазоне мощностей 10 — 40 МВт-эл. (СВБР-10) и 100—400 МВт-эл. (СВБР-100) с использованием модульного принципа построения энергоблока.
В наиболее высокой степени проработки находится проект СВБР-100. Проект реализует компания «АКМЭ-инжиниринг» (совместное предприятие «Росатома» и «ЕвроСибЭнерго»). Проект СВБР-100 «АКМЭ-инжиниринг» реализует в сотрудничестве с ОКБ «Гидропресс», «ВНИПИЭТ», «ФЭИ» и рядом других предприятий атомной и смежных отраслей.
В 2014 году проект был приостановлен из-за сложностей с финансированием. В декабре 2021 компания «АКМЭ» (совместное предприятие Росатома и En+) возобновила проект.

## Особенности конструкции
Реакторы имеют высокий уровень пассивной безопасности и внутренней
самозащищённости благодаря:
- Использованию эвтектического свинцово-висмутового сплава в качестве теплоносителя.
  - Сплав является химически инертным по отношению к воздуху и воде, не выделяет водорода в процессе работы реактора, что полностью исключает возможность химических взрывов.
  - Способен удерживать продукты деления (йод, цезий, и др. — кроме инертных газов), уменьшая возможность и тяжесть утечек радиоактивных материалов в окружающую среду.
  - Высокая температура кипения (~1670 °C) и большая теплоёмкость теплоносителя исключает аварии, связанные с кризисом теплообмена (уровень естественной циркуляции теплоносителя достаточен для расхолаживания реакторной установки из любого исходного состояния).
- Использованию интегральной компоновки первого контура в корпусе реакторного моноблока (МБР).
  - Трубопроводы и арматура первого контура находятся полностью в пределах МБР, исключая утечки из первого контура за пределы МБР.
  - Низкое давление в первом контуре исключает утечки из первого во второй контур. Обеспечивает низкий запас потенциальной энергии в первом контуре, уменьшая возможность и тяжесть механических повреждений при авариях.
- Нейтронным характеристикам быстрого реактора.
  - Низкий оперативный запас реактивности (меньше доли запаздывающих нейтронов) исключает возможность разгона реактора на мгновенных нейтронах при несанкционированном извлечении любого рабочего стержня.
  - Малое значение отрицательного температурного коэффициента реактивности.
  - Небольшой запас реактивности на выгорание.
  - Отсутствие эффектов отравления.

Реакторы также могут использовать ядерное топливо различных видов
(на оксиде урана, смешанных нитридах, смешанных оксидах (MOX)) и работать
в замкнутом ядерном топливном цикле.

## Назначение и параметры
В рамках проекта разрабатываются две модели:
СВБР-100 — для использования в составе региональных электростанций
мощностью 100—400 МВт.
СВБР-10 — для использования на труднодоступных территориях с неразвитой
инфраструктурой для тепло- и энергоснабжения, а также опреснения воды.
Размещается в транспортабельном реакторном блоке (ТРБ) — герметичном
реакторном отделении заводского изготовления.

### Технические характеристики
| Параметр                                        | СВБР-75/100      | СВБР-10           |
| ----------------------------------------------- | ---------------- | ----------------- |
| Мощность тепловая (номинальная), МВт            | 280              | 43,3              |
| Электрическая мощность (брутто), МВт            | 101,5            | 12                |
| Паропроизводительность, т/ч                     | 580              | 56                |
| Генерируемый пар: давление, МПа температура, °С | 9,2 400          | 4,2 410           |
| Температура теплоносителя, вх./вых., °С         | 345/495          | 320/480           |
| Топливо: тип обогащение загрузка по 235U, кг    | UO2 16,5 % 1488  | UO2 18,7 % 755    |
| Интервал времени между перегрузками, лет        | 7-8              | ~20               |
| Кампания активной зоны, тыс. эфф. ч             | 53               | 135               |
| Габариты (диаметр×высота), м                    | 4,53×7.55 (МБР)  | 8,0×11,2 (ТРБ)    |
| Масса, т                                        | 270 (МБР, сухая) | 310 (ТРБ, полная) |